# Laelia furfuracea
Laelia furfuracea là một loài lan đặc hữu to México (Oaxaca).

## Hình ảnh

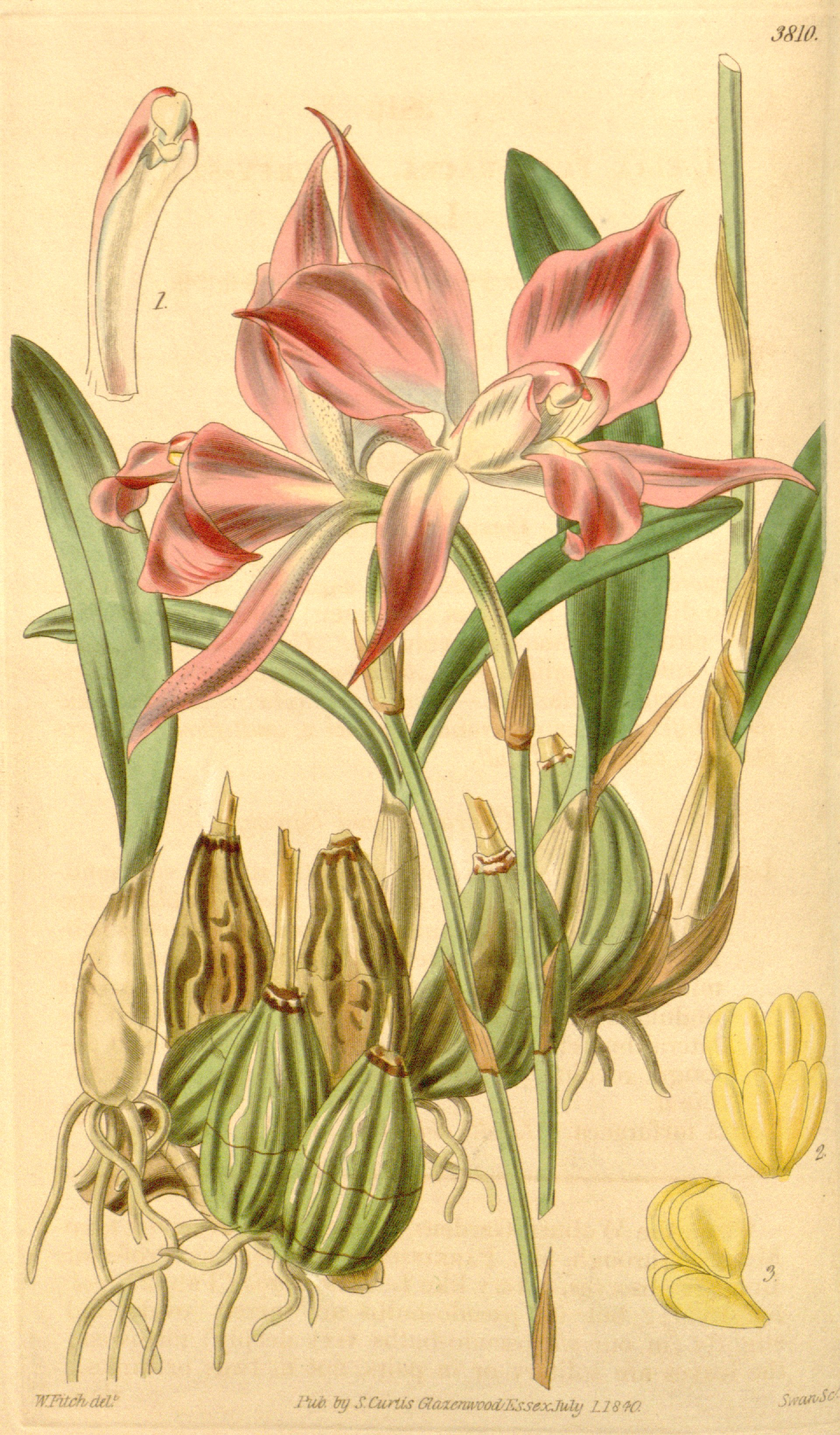
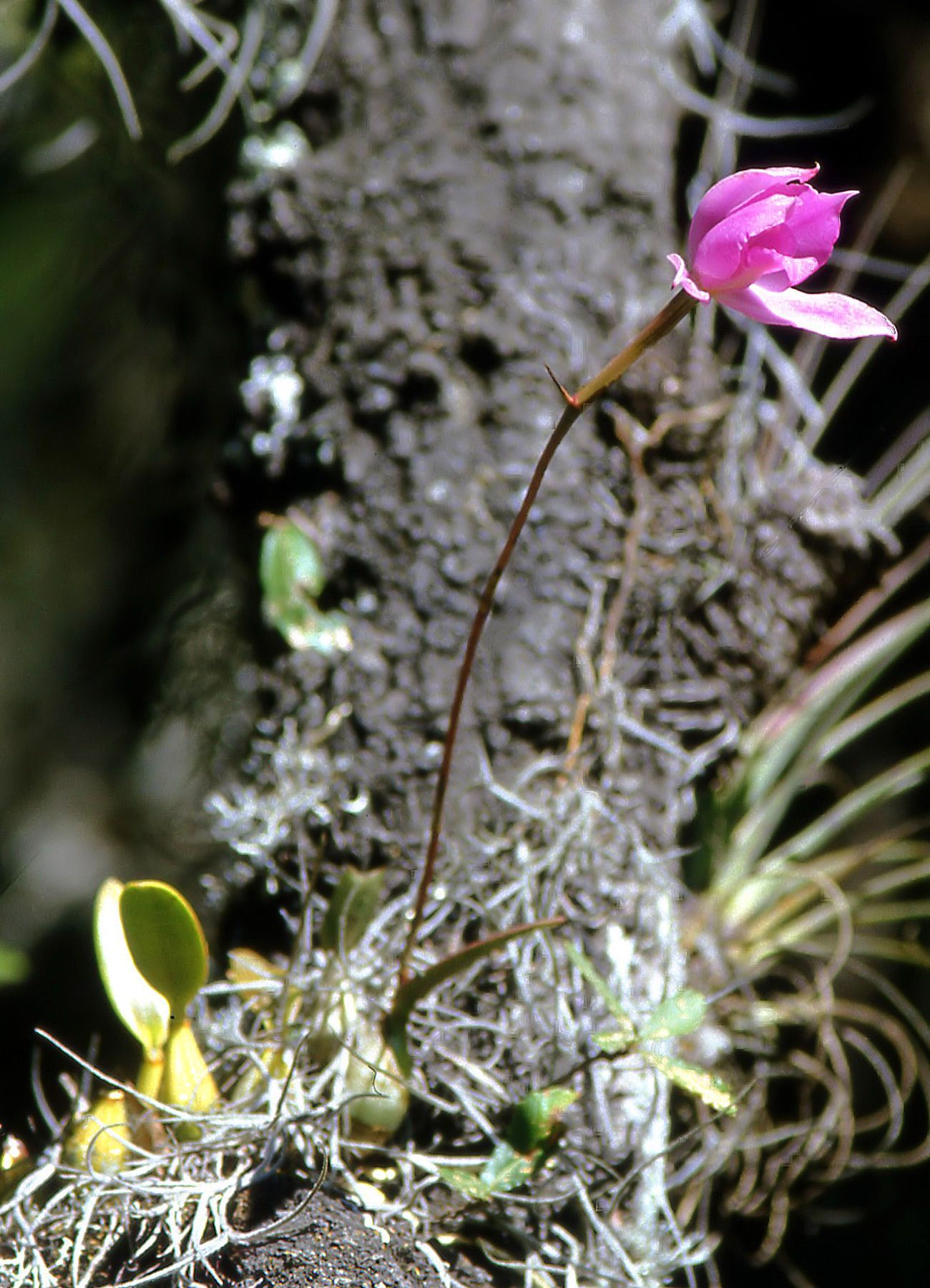
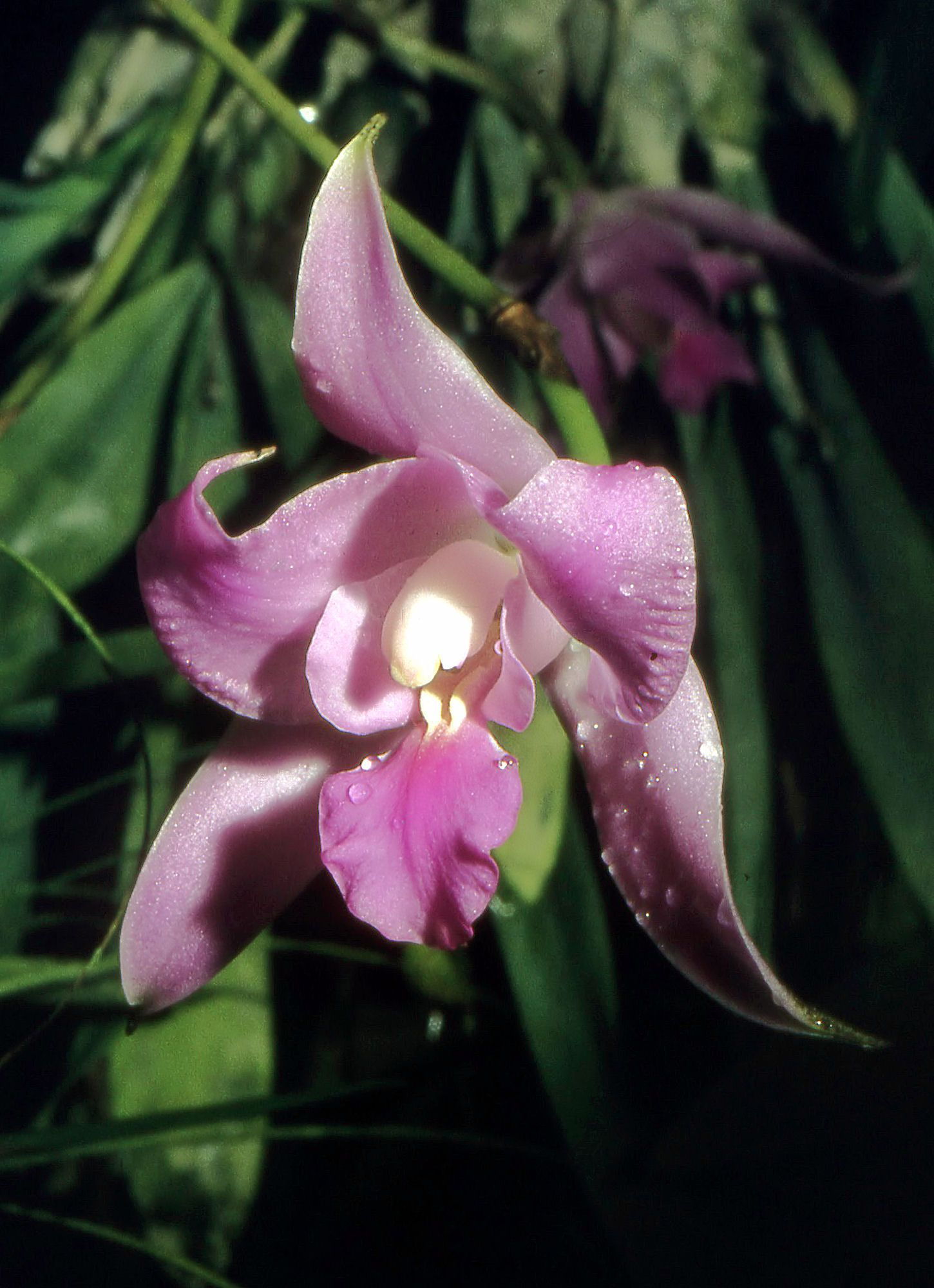